# Byttneria crenulata
Byttneria crenulata là một loài thực vật có hoa trong họ Cẩm quỳ. Loài này được Wall. ex Mast. mô tả khoa học lần đầu tiên vào năm 1874.